# يان غراهام
يان غراهام (14 مارس 1968 في المملكة المتحدة - ) (بالإنجليزية: Ian Graham)‏ هو لاعب كريكت بريطاني. لعب مع Suffolk County Cricket Club ‏.

## وصلات خارجية
- يان غراهام على موقع إي آس بي آن كريك إنفو (الإنجليزية)